# Heinrich Breitinger
Heinrich Breitinger (Ellikon an der Thur, 11 marzo 1832 – Zurigo, 2 marzo 1882) è stato uno storico della letteratura e filologo svizzero.

## Biografia
Studiò medicina a Monaco e Zurigo, ma a causa di un grave trauma alla mano in un duello fu costretto a lasciare il campo medico. Iniziò a studiare lingue moderne a Zurigo, Basilea e Losanna, e dal 1857 insegnò francese e inglese presso la scuola cantonale di Frauenfeld. Dal 1876 fino alla sua morte fu professore ordinario all'Università di Zurigo.

## Opere principali
- Der Salon Rambouillet und seine kulturgeschichtliche bedeutung, 1874.
- Die Vermittler des deutschen Geistes in Frankreich, 1876.
- Das Studium des Italienischen: die Entwicklung der Litterärsprache, 1879.
- Aus neuern litteraturen, 1879.
- Les unités d'Aristote avant le Cid de Corneille: étude de littérature comparée (1879, 2ª edizione 1895).
- Studium und Unterricht des Französischen: ein encyklopädischer Leitfaden (2ª edizione 1885).
- Die Briefe der Frau von Staël an Jakob Heinrich Meister, 1890.
- Studien und Wandertage: Mit Portrait und Lebensabriss, 1890.
- Grundzüge der englischen litteratur- und sprachgeschichte (3ª edizione, 1896).[3][4]